# Уэйн, Патрик
Патрик Уэйн (англ. Patrick Wayne, при рождении Патрик Джон Моррисон (Patrick John Morrison), род. 15 июля 1939) — американский актёр. 
Родился в Лос-Анджелесе в семье актёра Джона Уэйна и его супруги Джозефин Алишии Саенс. Обучался в Университете Лойола Мэримаунт, который окончил в 1961 году. На киноэкранах дебютировал в 1950 году в фильме с участием отца «Рио-Гранде». В дальнейшем он появился ещё в десяти картинах вместе с отцом, среди которых «Тихий человек» (1952), «Искатели» (1956), «Форт Аламо» (1960), «Риф Донована» (1963), «Маклинток!» (1963) и «Зелёные береты» (1968). Помимо этого Уэйн много снимался на телевидении в сериалах и телешоу.
С 2003 году является председателем Института рака имени Джона Уэйна.